# Attentat du Club des Pins
L'attentat du Club des Pins est une attaque terroriste islamiste à la voiture piégée perpétrée au Club des Pins, en Algérie, le 17 août 1995.

## Déroulement
Le 17 août 1995 à 22 h 25, une voiture piégée explose, pulvérisant une trentaine de chalets de bois réservés aux membres du Conseil national de transition. Cinq minutes plus tard, une seconde voiture explose, détruisant partiellement le palais des Nations. 

## Bilan
L'attentat aurait fait 2 morts et 7 blessés.